# Paris (Nowy Jork)

Położenie miasta Paris w obrębie hrabstwa Oneida i stanu Nowy Jork.

Paris – miasto w Stanach Zjednoczonych, w stanie Nowy Jork, w hrabstwie Oneida.